# Vol Aeroflot 217
Le vol Aeroflot 217 était un vol commercial international non prévu, assuré par la compagnie russe Aeroflot avec un Iliouchine Il-62. Le 13 octobre 1972, l'appareil décolla de l'aéroport de Paris-Orly en France à destination de Moscou-Cheremetievo en URSS via l'aéroport de Chosseïnaïa à Léningrad (aujourd'hui Saint-Pétersbourg).

## L'accident
L'appareil s'écrase près de l'aéroport de Moscou-Cheremetievo alors qu'il était en phase d'approche pour l'atterrissage. 